# The Square (film 2017)
The Square è un film del 2017 scritto e diretto da Ruben Östlund.
Vincitore della Palma d'oro al Festival di Cannes 2017, il film è stato selezionato per rappresentare la Svezia ai premi Oscar 2018 nella categoria Oscar al miglior film in lingua straniera.

## Trama
Christian è il curatore di un museo d'arte contemporanea di Stoccolma che sta preparando l'allestimento di una nuova installazione artistica, The Square, un piccolo spazio di forma quadrata i cui confini sono tracciati per terra, tra le pietre di un pavé, al cui interno gli spettatori saranno chiamati ad essere altruisti e tenere maggiormente conto dei bisogni altrui.
Un giorno, per strada, Christian viene borseggiato del suo portafoglio e telefono. Usando il GPS di quest'ultimo, riesce a risalire fino a un condominio di periferia, dove si introduce nottetempo e lascia una lettera minatoria in tutte le buche delle lettere, intimando la restituzione del maltolto in un vicino 7-Eleven. Intanto, la società di PR a cui è affidata la promozione di The Square convince il suo staff che per catturare l'attenzione del pubblico serva qualcosa di controverso, magari fatto usando strategie di marketing virale sui social. Portafoglio e telefono vengono restituiti intonsi e Christian, euforico, trascorre una notte di sesso con Anne, una giornalista che dovrebbe scrivere un pezzo sul museo. Al momento di buttare il preservativo usato, però, Christian si mostra diffidente verso le ripetute offerte di Anne di occuparsene personalmente, trasformando la questione in un dramma.
Il giorno dopo, riceve un altro messaggio dal 7-Eleven: qualcuno ha recapitato una seconda lettera in cui pretende delle scuse per essere stato accusato di furto o distruggerà la vita di Christian. Il responsabile si rivela essere un bambino immigrato che sostiene di essere stato messo in punizione dai suoi, credendolo un ladro per colpa della lettera di Christian. Lui lo evita, così come si comporta in maniera evasiva nei confronti di Anne, che lo è venuto a cercare al museo per chiarire la natura della loro relazione. Si trova anche a badare alle sue due figlie, di cui si era scordato fosse il suo weekend di custodia. A peggiorare la situazione, scopre che il video promozionale che, pur essendo stato poco presente alle riunioni con le PR a causa delle sue varie disavventure, di fatto ha autorizzato è diventato virale, suscitando lo sdegno dell'opinione pubblica: mostra infatti una bambina povera che, entrata nel quadrato di The Square, viene dilaniata dall'esplosione di una bomba. 
La direzione del museo è furiosa e sta soppesando il suo licenziamento, ma Christian presenzia comunque a una cena di gala del mondo dell'arte accompagnata dalla performance di un artista russo il quale, comportandosi da scimmia, semina il panico tra gli invitati, che non riescono a reagire ai suoi soprusi, intimoriti dalla sua forza bruta, finché l'artista non cerca di stuprare una donna e l'intervento di alcuni presenti non rompe l'effetto spettatore. Sfinito, Christian sta rincasando con le figlie quando trova nell'androne il bambino, che lo segue inamovibile fin sulla soglia di casa, indifferente alle scuse che gli vengono offerte. Christian cerca di mandarlo via e nella colluttazione il bambino cade dalle scale, facendosi male. Sembra andarsene, ma Christian continua a sentire dei flebili gemiti di dolore e richieste d'aiuto provenire dalla tromba delle scale: sentendosi in colpa, cerca dappertutto il bambino e prova anche a chiamarlo al numero che aveva scritto nella lettera, ma inutilmente. Finisce per inviargli un videomessaggio che comincia come delle scuse sincere ma sfocia in un penoso flusso di coscienza sulla società, le classi sociali e il ruolo della politica.
Alla fine, il museo chiede le dimissioni da curatore di Christian e indice una conferenza stampa in cui lui si prende tutta la colpa. Qualche giorno dopo, Christian si reca al condominio per cercare il bambino e la sua famiglia, ma non li trova.

## Produzione
Le scene del film, tutte di ambientazione svedese, sono state girate tra alcune città della Svezia (Göteborg e Stoccolma) e della Germania (Berlino).

## Distribuzione
The Square è stato presentato in anteprima e in concorso al Festival di Cannes 2017.
Il film è stato distribuito nelle sale cinematografiche svedesi a partire dal 25 agosto 2017, mentre è stato distribuito nelle sale cinematografiche italiane a partire dal 9 novembre dello stesso anno da Teodora Film.

## Riconoscimenti
- 2018 - Premio Oscar

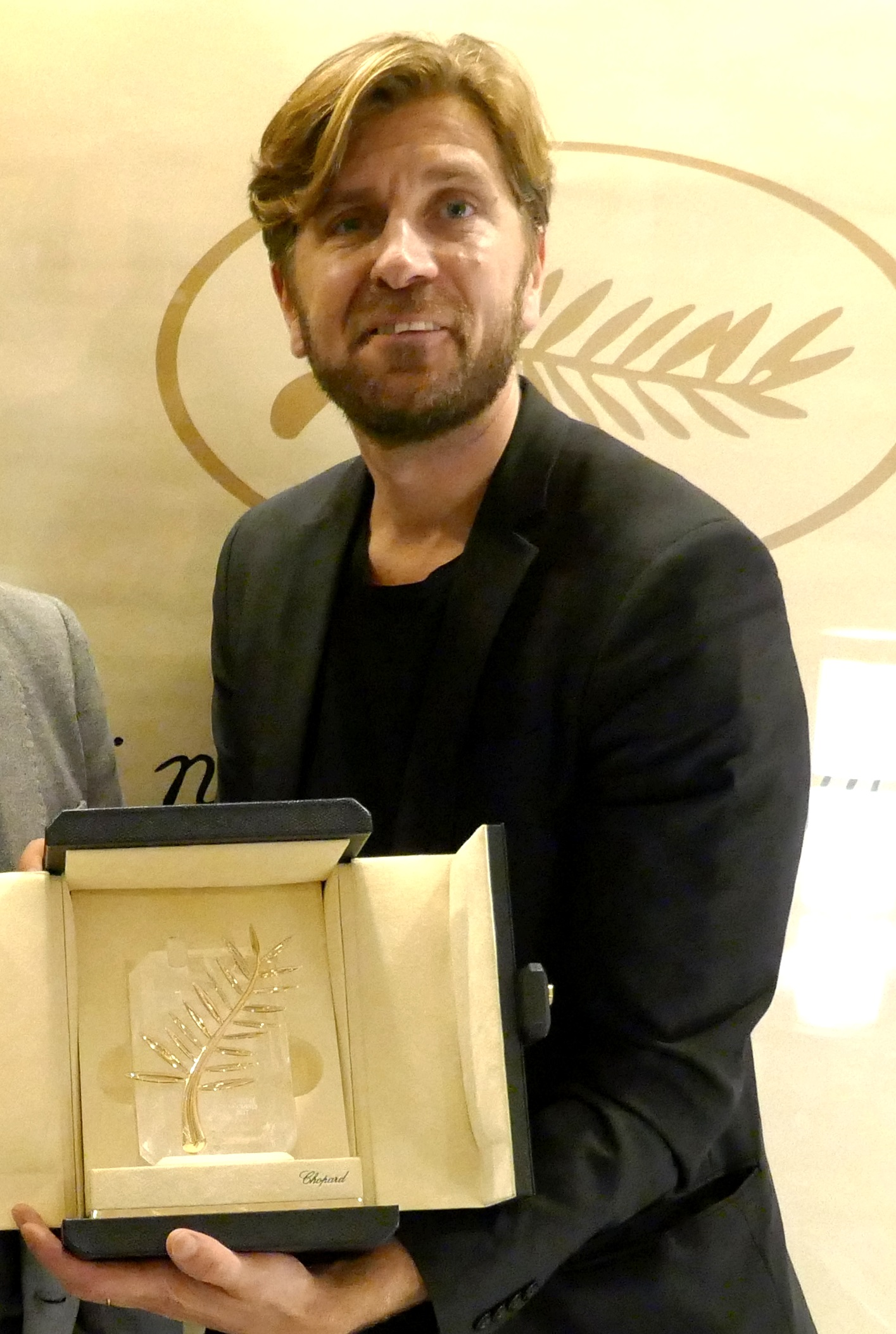
Rüben Östlund con la Palma d'oro

  - Candidatura per il miglior film straniero (Svezia)
- 2018 - Golden Globe
  - Candidatura per il miglior film straniero
- 2017 - Festival di Cannes[5]
  - Palma d'oro
  - Prix Vulcain de l'artiste technicien a Josefin Åsberg
- 2017 - Boston Society of Film Critics Awards[6]
  - Miglior film in lingua straniera
- 2017 - Chicago Film Critics Association Awards[7]
  - Miglior film in lingua straniera
- 2017 - Dallas-Fort Worth Film Critics Association Awards[8]
  - Miglior film in lingua straniera
- 2017 - European Film Awards[9][10]
  - Miglior film
  - Miglior commedia
  - Miglior regista a Ruben Östlund
  - Miglior attore a Claes Bang
  - Miglior sceneggiatura a Ruben Östlund
  - Miglior scenografia a Josefin Åsberg
- 2017 - Premi Guldbagge[11][12]
  - Miglior regista a Ruben Östlund
  - Migliore fotografia a Fredrik Wenzel
  - Candidatura per il miglior film
  - Candidatura per il miglior attore a Claes Bang
  - Candidatura per la migliore sceneggiatura a Ruben Östlund
  - Candidatura per la migliore scenografia a Josefin Åsberg
- 2017 - National Board of Review Awards[13]
  - Migliori cinque film stranieri
- 2017 - San Diego Film Critics Society Awards[14]
  - Candidatura per il migliore film in lingua straniera
- 2018 - Premio Bodil[15]
  - Miglior film non americano
- 2018 - Premio César[16]
  - Candidatura per il miglior film straniero
- 2018 - Critics' Choice Awards[17]
  - Candidatura per il miglior film straniero
- 2018 - David di Donatello[18]
  - Miglior film dell'Unione europea
- 2018 - Premio Goya[19]
  - Miglior film europeo
- 2018 - Satellite Award[20]
  - Candidatura per il miglior film in lingua straniera
- 2018 - Saturn Award[21]
  - Candidatura per il miglior film internazionale